# Асаф Джах VI
Мір Махбуб Алі-хан Асаф Джах VI (урду میر محبوب علی خان, тел. మీర్ మహబూబ్ ఆలీ ఖాన్; 17 серпня 1866 — 29 серпня 1911) — Найвища Високість нізам Хайдарабаду від початку 1869 до серпня 1911 року.

## Життєпис
Коли помер нізам Асаф Джах V, його спадкоємцю було лише два з половиною роки. Тому до досягнення повноліття він правив за регентської ради. Особливу увагу регенти приділяли освіті молодого Махбуба Алі-хана.
Досягнувши повноліття, Асаф Джах VI почав правити самостійно. Він любив розкіш і вів розгульний спосіб життя. Особливу пристрасть нізам мав до одягу й авто. Його колекція одягу була на той час однією з найбільших у світі. Окрім того, він придбав Алмаз Джекоб, що став головною прикрасою скарбниці правителів Хайдарабаду. Нині той діамант належить уряду Індії.
За часів правління Асаф Джаха VI у Хайдарабаді замість фарсі офіційною мовою було оголошено урду. У той же період було видано першу поштову марку й засновано місцеву поштову службу, проведено електрику й першу залізницю. Особливу увагу нізам приділяв садово-парковим об'єктам. Окрім іншого, він заборонив обряд саті — спалення вдів разом з їхніми померлими чоловіками. Нізам заснував поліцію та пенітенціарну службу. Він реалізував законодавчу реформу, подарувавши підданим конституцію. За його правління зріс рівень медичного обслуговування населення.

## Нагороди
- великий командор ордена Зірки Індії (1884)
- кавалер Великого хреста ордена Лазні (1902)
- кавалер Великого хреста ордена Червоного орла (1911)